# Lysiopetalum macedonicum
Lysiopetalum macedonicum är en mångfotingart som beskrevs av Karl Wilhelm Verhoeff 1923. Lysiopetalum macedonicum ingår i släktet Lysiopetalum och familjen Callipodidae. Inga underarter finns listade i Catalogue of Life.